# Musée d'Art Moderne de la Ville de Paris
Het Musée d'art moderne de la Ville de Paris of MAM (Museum voor moderne kunst van de stad Parijs) is een museum voor moderne kunst in de Franse hoofdstad Parijs, gesitueerd aan de Avenue du Président-Wilson 11 in het 16e arrondissement. Het museum bezet de oostelijke vleugel van het Palais de Tokyo, terwijl de westvleugel (die eigendom is van de staat), na een herinrichting die werd voltooid in 2002, is bestemd voor activiteiten/tentoonstellingen op het gebied van hedendaagse kunst: schilder- en beeldhouwkunst, design, mode, videokunst, literatuur en dans.
Het museum werd op 2 februari 2006 heropend met een expositie van Pierre Bonnard, na lange tijd te zijn gesloten vanwege een renovatie.

## Geschiedenis

### Oorsprong van het museum
Het museum werd opgericht in het kader van de Wereldtentoonstelling van 1937 (Exposition Internationale}, maar pas in 1961 werd het compleet geopend voor het publiek, dat er veel werken aantrof die beschikbaar waren gesteld door het Petit Palais en de kunstverzamelaars Emanuele Sarmiento, Mathilde Amos en Ambroise Vollard. De expositie van 1937 werd geopend met enkele aanwinsten, waaronder De Dans van Henri Matisse, De Naakte in het bad en De Tuin van Pierre Bonnard, Het team van Cardiff van Robert Delaunay, De Rivier van André Derain, De Discussen van Fernand Léger, De blauwe vogel van Jean Metzinger, vier Portretten van artiesten van Édouard Vuillard en meubels van Pierre Chareau, André Arbus en Jacques-Émile Ruhlmann. Daarnaast waren er decoraties te bewonderen van Robert en Sonia Delaunay, Albert Gleizes en Jacques Villon.
De ontvangst van de enorme erfenis van Girardin in 1953 was beslissend en gaf voor de Parijse autoriteiten de doorslag om een nieuw museum te openen in het Palais de Tokyo, aangezien het Petit Palais, waar de collectie tot dan toe gehuisvest was, te klein was geworden.

### Heroprichting in het Palais de Tokyo
Na zes jaar werk werd het Musée d’Art moderne de la Ville de Paris ingewijd op 6 juli 1961 met de werken die tot dan toe in het Petit Palais hadden gehangen, aangevuld met aanwinsten van het Comité voor de Aanschaf van de Schone Kunsten en de collectie van Girardin.
In 1964 werd La Fée Électricité, gemaakt door Raoul Dufy voor het Paviljoen voor de Elektriciteit en het Licht van de expositie in 1937, geïnstalleerd in de grote Salle d’Honneur.

### Meerdere renovaties
De eerste verbouwing na de opening in januari 1971, wordt uitgevoerd in mei 1972. De zalen op de begane grond worden ingedeeld als losstaande interne gebouwtjes. Het oorspronkelijke plan wordt aangepast; men ontwerpt een vloer die de oude entréehal doorsnijdt, een tussenetage voor kantoren en een documentatiecentrum, een auditorium en een lift om alle etages te kunnen bereiken. Op verschillende plaatsen binnen het museum worden mobiele museografieën geplaatst, met verplaatsbare plafonds en tussenschotten. Dit flexibele ruimtegebruik, typisch voor dat tijdperk, heeft als gevolg dat het ARC als een nomade door het museum zwerft, voordat het zich uiteindelijk vestigt op de eerste etage.
Twintig jaar later vindt er opnieuw een verbouwing plaats, waarbij het luchtverversingssysteem van de zalen voor tijdelijke exposities op de begane grond wordt vervangen. Daarnaast worden er aanpassingen gedaan om de toegang voor personen met een handicap te vergemakkelijken. Tevens vraagt de aankoop van de teruggevonden versie van De onvoltooide Dans van Henri Matisse in 1993 om een nieuwe zaal, om het werk samen met De Dans van Parijs, dat al sinds 1937 in de collectie zat, tentoon te kunnen stellen. Tijdens de verbouwing wordt een onbelangrijke zaal heringericht en herdoopt tot de “Salle Matisse”, waar deze twee triptieken sindsdien permanent hangen.

### Schilderijenroof
Op 20 mei 2010 werden uit het museum vijf schilderijen gestolen met een gezamenlijke waarde van € 100 miljoen. Het ging om schilderijen van Henri Matisse, Fernand Léger, Georges Braque, Pablo Picasso en Amedeo Modigliani.

## Organisatie

### Directeuren
- 1961-1988: René Héron de Villefosse
- 1988-2006: Suzanne Pagé
- 2007-heden: Fabrice Hergott

## ARC

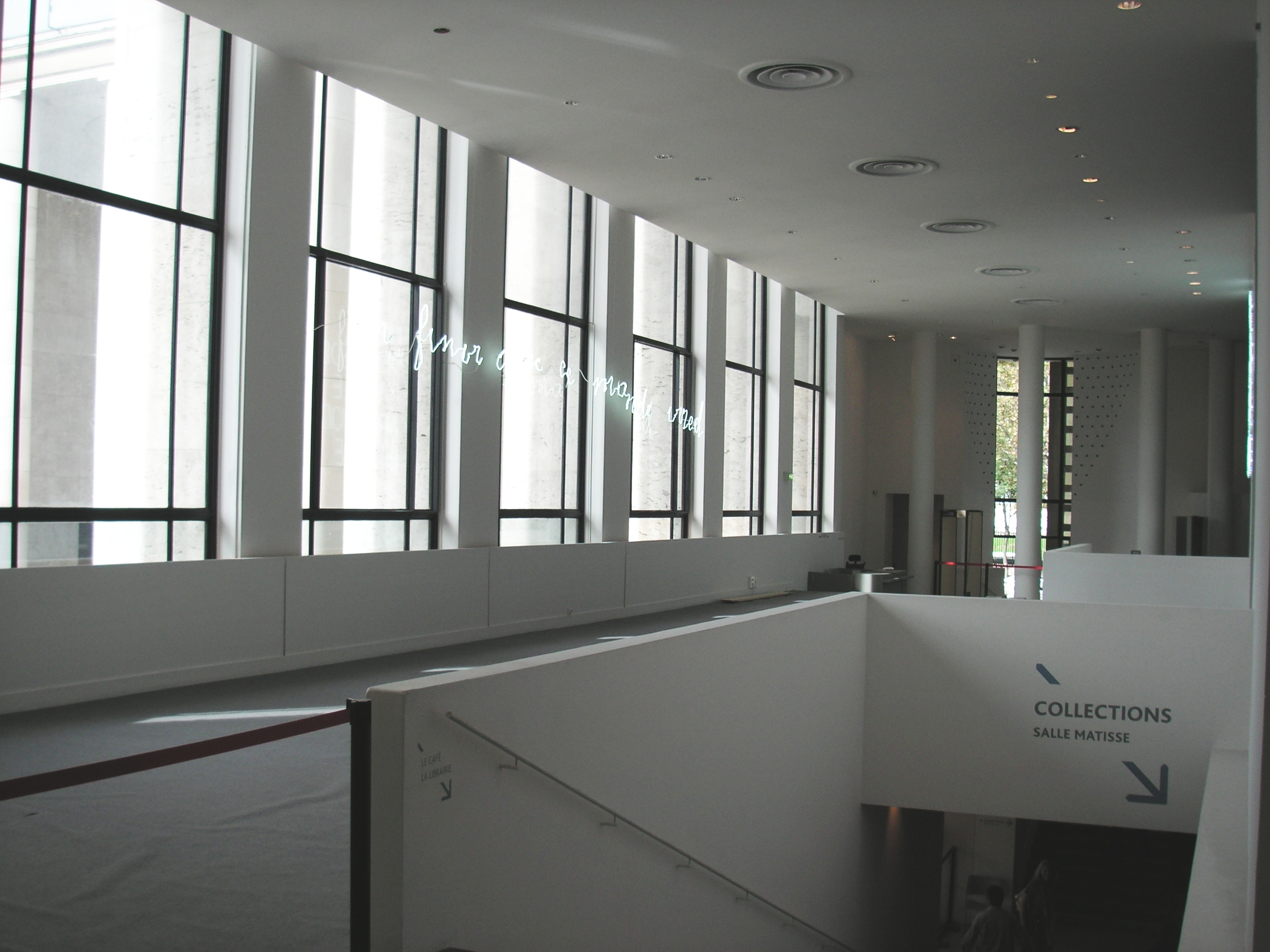
Binnenkant van het museum

Het ARC (Animation, Recherche, Confrontation) is het departement voor hedendaagse kunst in het museum.

### Geschiedenis
Het departement werd in 1967 opgericht door Pierre Gaudibert, die de eerste directeur ervan werd. Zijn streven was om op de afdeling internationale kunst in allerlei te verzamelen. Suzanne Pagé, die in eerste instantie conservator was, nam in 1973 zijn taak over. Onder haar leiding splitste de afdeling zich af van het MAM en werd een autonoom museum. In 1988, toen Pagé tevens directeur van het MAM werd, kwam het ARC weer onder diens toezicht. De huidige directeur is Angeline Scherf, die Laurence Bossé opvolgde.
Tijdens de renovatie van het museum, van 2004 tot 2005, werden de werken van het ARC tentoongesteld in het Couvent des Cordeliers.

### Lijst van exposities
- Andy Warhol
- Robert Rauschenberg
- John Heartfield
- Hannah Höch
- Wolf Vostell (1974)
- Annette Messager verzamelaarster (1974)
- Erik Dietman: Vingt années de sueur (1975)
- Nam June Paik (1980)
- Bernard Frize: De là ces innombrables noms (1988)
- Sigmar Polke (1988)
- Jean-Marc Bustamante (1990)
- Thomas Schütte (1990)
- Ettore Spalletti (28 maart - 6 mei 1991)
- Sophie Calle (2 juli - 13 oktober 1991)
- Michel Verjux: Un faisceau de fonctions (1992)
- Jean-Michel Alberola (1992)
- Jean-Jacques Rullier: Espaces (1993)
- Annette Messager: Faire parade (1995)
- Nigel Rolfe: Vidéos 1983-1996 (1996)
- Beat Streuli (1996)
- Georges Tony Stoll (3 juli - 22 september 1996)
- Jörg Sasse (1997)
- Gregor Schneider (1998)
- Christian Boltanski: Dernières années (15 mei - 4 oktober 1998)
- Rosemarie Trockel en Carsten Höller: Maisons Haüser (1999)
- Pipilotti Rist: Remake of the Weekend (22 april - 19 september 1999)
- Martine Aballéa: Hôtel Passager (22 april - 19 september 1999)
- Douglas Gordon: Sheep and Goats (24 februari - 14 mei 2000)
- Roni Horn: Events of Relation (17 november 1999 - 23 januari 2000)
- Gillian Wearing: Sous influence (10 maart - 6 mei 2001)
- Ann-Sofi Sidén: Enquête (10 maart - 6 mei 2001)
- Carla Arccadi (17 januari - 3 maart 2002)
- Olafur Eliasson: Chaque matin je me sens different. Chaque soir je me sens le même (22 maart - 12 mei 2002)
- Ivan Kozaric (22 maart - 12 mei 2002)
- Philippe Parreno: Alien Seasons (31 mei - 15 september 2002)
- Matthew Barney - The CREMASTER Cycle (10 oktober 2002 - 5 januari 2003)
- Steve McQueen: Speaking in Tongues (7 februari - 23 maart 2003)
- Anne-Marie Schneider: Fragile incassable (7 mei - 22 juni 2003)
- Tacita Dean (7 mei - 22 juni 2003)
- Anri Sala, entre chien et loup (25 maart - 16 mei 2004)
- Annette Messager: Sous vent (9 juni - 3 oktober 2004)
- Maurizio Cattelan: Now (2 oktober – 31 oktober 2004)
- Rirkrit Tiravanija, Une rétrospective (Tomorrow Is Another Day) (10 februari - 20 maart 2005)
- Doug Aitken’s Ultraworld (10 november - 31 december 2005)
- Pierre Huyghe: Celebration Park (2 februari - 14 mei 2006)
- Dan Flavin, une rétrospective (9 juni - 7 oktober 2006)
- Cerith Wyn Evans: In Which Something Happens All Over Again For The Very First Time (9 juni - 17 september 2006)
- Karen Kilimnik (27 oktober 2006 - 7 januari 2007)
- Dominique Gonzalez-Foerster: Expodrome (13 februari - 6 mei 2007)
- Fischli & Weiss: Fleurs & Questions: une Rétrospective (22 februari - 13 mei 2007)
- Kara Walker: Mon Ennemi, Mon Frère, Mon Bourreau, Mon Amour (20 juni - 9 september 2007)
- Mathieu Mercier: Sans titres 1993 - 2007 (20 oktober 2007 - 6 januari 2008)
- Bridget Riley (12 juni - 14 september 2008)
- Peter Doig (28 juli - 7 september 2008)

### Lijst van collectieve exposities
- Avant-Garde russe
- Canada trajectoires (1974
- Art Vidéo/Confrontation (1974)
- Tendances actuelles de la nouvelle peinture américaine (1975)
- Tendances actuelles de la photographie en France (1978)
- Electra (1983)
- Dispositif-sculpture: Jürgen Drescher, Harald Klingelhöller, Reinhard Mucha, Thomas Schütte: (19 december 1985 - 16 februari 1986)
- Passions privées, collections particulières d'art moderne et contemporain en France (19 december 1995 - 24 maart 1996)
- Life/Live, la scène artistique au Royaume Uni en 1996 (1996 - 1997)
- Instants donnés (1997)
- Delta (1997)
- Nuit blanche, scènes nordiques: les années 90 (7 februari - 10 mei 1998)
- Dominique Gonzalez-Foerster, Pierre Huyghe, Philippe Parreno (30 oktober 1998 - 10 januari 1999)
- Zones Activités Collectives 99 (1999)
- L'autre sommeil (17 november 1999 - 23 januari 2000)
- Voilà, le monde dans la tête (7 juni - 29 oktober 2000)
- Paris pour escale (7 december 2000 - 18 februari 2001)
- Da Adversidade Vivemos - Artistes d'Amérique latine - Carte blanche à Carlos Bas (1 juni - 30 september 2001)
- Traversées (4 oktober 2001 - 20 januari 2002)
- Urgent Painting (17 januari - 3 maart 2002)
- Déplacements (2 juli - 28 september 2003)
- Ailleurs Ici (17 januari - 29 februari 2004)
- Off the record / Sound (25 juni – 3 oktober 2004)
- Art, télévision et vidéo (23 oktober 2004 – 2 januari 2005)
- I Still Believe in Miracles (7 april - 19 juni 2005)
- ARC Lab 2005 – In Search of Miraculous (7 april - 7 mei 2005 et 12 mei - 12 juni 2005)
- I’ve heard about… © (A flat, fat, growing urban experiment): François Roche, Stéphanie Lavaux, Jean Navarro et Benoît Durandin (7 juli - 9 oktober 2005)
- Playback (20 oktober 2007 - 6 januari 2008)